# Kościelec (województwo kujawsko-pomorskie)
Kościelec, Kościelec Kujawski – wieś w Polsce, położona w województwie kujawsko-pomorskim, w powiecie inowrocławskim, w gminie Pakość.

## Podział administracyjny
W latach 1954–1961 wieś należała i była siedzibą władz gromady Kościelec, po jej zniesieniu w gromadzie Janikowo. W latach 1975–1998 miejscowość administracyjnie należała do województwa bydgoskiego.

## Demografia
Według Narodowego Spisu Powszechnego (III 2011 r.) wieś liczyła 706 mieszkańców. Jest największą miejscowością gminy Pakość.

## Historia
Wieś była gniazdem rodowym Kościeleckich herbu Ogończyk. Po raz pierwszy wzmiankowana była w 1311 roku jako Lapida Ecclesia (Kamienny Kościół). W średniowieczu nazwę wsi w dokumentach zapisywano także jako Kościół. Na przykład w 1362 roku zapisano ecclesia in Kosscziol. Wieś stanowiła część majątku Kościeleckich, którzy posiadali m.in. Dobre. Ród Kościeleckich znany był nie tylko na Kujawach. Obok mężczyzn pełniących funkcje starostów, kasztelanów, wojewodów, znane są wywodzące się z Kościeleckich matki biskupów warmińskich: Pawła Legendorfa i Fabiana Luzjańskiego. Po Kościeleckich wieś była w posiadaniu Działyńskich, Łączyńskich i Ponińskich.
3 listopada 1422 król Władysław Warneńczyk nadał Kościelcowi prawo magdeburskie, potwierdzone 22 lipca 1512, ale nigdy nie doszło do utworzenia miasta. W roku 1488 utworzono tutaj kolegium złożone z 6 misjonarzy.

## Oświata
W Kościelcu mieści się szkoła podstawowa założona w 1834 roku, Zespół Szkół Ponadgimnazjalnych im. Jana Pawła II.

## Znane osoby
W miejscowości urodził się podskarbi wielki koronny Andrzej Kościelecki, który w 1500 roku zwerbował pierwsze poczty rackie do królewskiej chorągwi nadwornej co zapoczątkowało w Polsce historię sławnej formacji jazdy polskiej – husarii.
W przylegającym do Kościelca Rycerzewie urodził się prymas Polski Józef Glemp (1929-2013). Grób jego ojca, Kazimierza, znajduje się na kościeleckim cmentarzu.

## Parafia katolicka
We wsi znajduje się parafia św. Małgorzaty.

## Zabytki
Według rejestru zabytków NID na listę zabytków wpisany jest kościół parafialny pw. św. Małgorzaty, k. XII w., XIV-XIX w., nr rej.: A/769 z 10.03.1931.
- Romański kościół św. Małgorzaty zbudowano na przełomie XII i XIII wieku. W drugiej połowie XV wieku prezbiterium nakryto sklepieniem gwiaździstym oraz podwyższono nawę oraz wieżę. Około roku 1559 do południowej ściany nawy dobudowano kaplicę grobową Kościeleckich pw. św. Barbary[9], prawdopodobnie według projektu J.B. Quadro. Kaplica ta, zbudowana na planie kwadratu, posiada nisko rozpięte sklepienie zwierciadlane, a na zewnątrz attykę. Wnętrze kryje nagrobek Jana i Janusza Kościeleckich z 1559 r. – wysokiej klasy dzieło rzeźbiarskie o harmonijnej kompozycji i nieomal pełnoplastycznym przedstawieniu zmarłych, którzy drzemią czekając na zmartwychwstanie ciała. W latach 1861–1862 dokonano kolejnej przebudowy kościoła – podwyższono w cegle mury prezbiterium, w nawie założono sklepienie w miejsce wcześniejszego stropu, a od północy symetrycznie dobudowano kaplicę Serca Jezusowego, wzorowaną na poprzedniej. W 1894 r. ukończono budowę murowanego sklepienia, które zastąpiło drewniany dach[10]. Więcej pod hasłem: Kościół św. Małgorzaty w Kościelcu Kujawskim
- W Kościelcu znajduje się także zespół pałacowo-parkowy: klasycystyczny pałac z 1849 r. i park pałacowy z połowy XIX w.

## Sport
We wsi działa klub piłkarski Ludowy Zespół Sportowy Kościelec Kujawski (założony w 1992). Przez 5 sezonów (w latach 2009-2014) współzawodniczył w rozgrywkach A-klasy, grupa: Bydgoszcz II. Drużyna 2-krotnie (sezony: 2009/2010 i 2010/2011) walczyła w barażach o awans do klasy okręgowej. W drugiej próbie wygrała w dwumeczu z drużyną Zjednoczeni Piotrków Kujawski (2:0 i 2:3), ale zrezygnowała z występów w klasie okręgowej.